# Reformations-Gedächtnis-Kirche (Nürnberg)

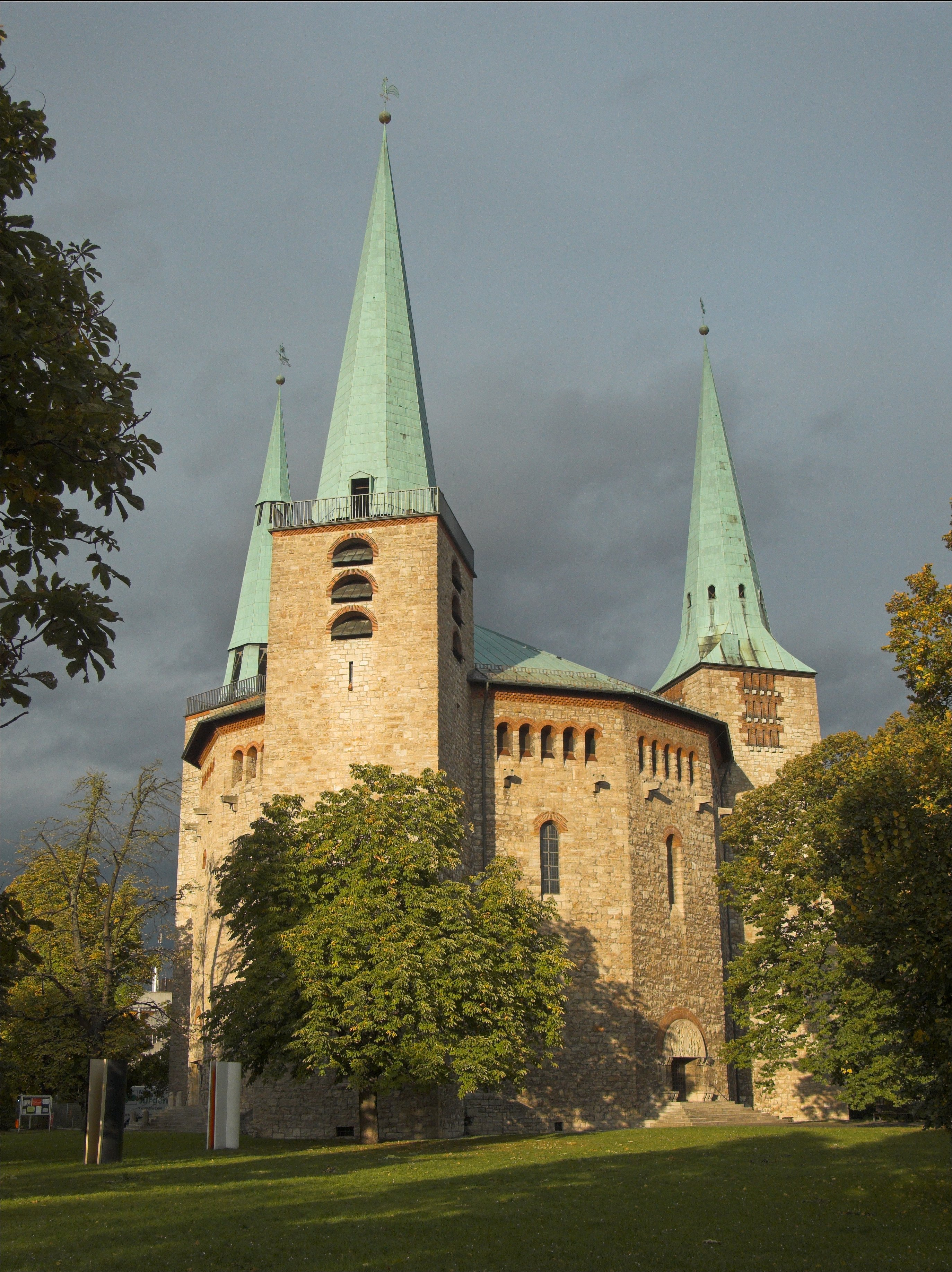
Reformations-Gedächtnis-Kirche

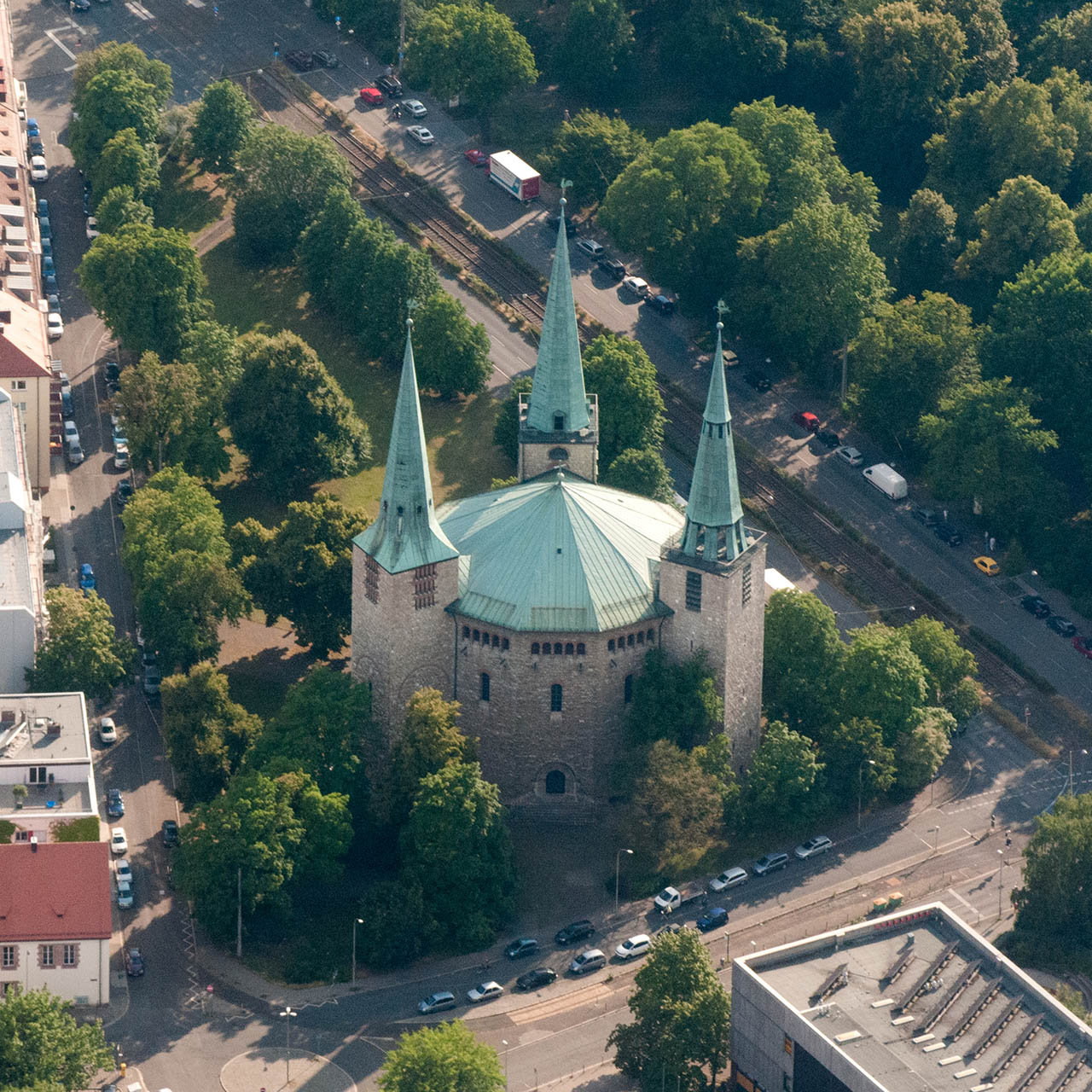
Luftaufnahme, 2014

Die Reformations-Gedächtnis-Kirche ist eine im 20. Jahrhundert erbaute evangelische Kirche in Nürnberg. Sie ist Sitz des Dekans im Evangelisch-Lutherischen Prodekanat Nürnberg-Nord.

## Lage
Die Kirche liegt unmittelbar östlich  des Nürnberger Stadtparkes am Berliner Platz auf einer großen Grünfläche. An diesem Platz befinden sich des Weiteren eine Berufsschule, Einrichtungen des Bayerischen Roten Kreuzes und Wohngebäude.

## Geschichte
Der Bau wurde von 1935 bis 1938 errichtet. Im Zweiten Weltkrieg wurde die Kirche stark beschädigt. Ab 1945 wurde sie dann wieder aufgebaut und 1949 neu eingeweiht. Bernhard Brons zählt zu den ehemaligen Pfarrern der Gedächtniskirche.

## Architektur
Das Kirchengebäude wurde nach Plänen des Architekten Gottfried Dauner errichtet. Teile des Innenentwurfs gehen auf German Bestelmeyer, dessen Mitarbeiter Dauner war, zurück. Die Triumphkreuzgruppe über dem Altar und ein Taufbecken schuf der Bildhauer Bernhard Bleeker.
Es handelt sich um einen zwölfeckigen Rundbau mit drei Türmen, der etwas an eine mittelalterliche Burg erinnert, aber auch Anklänge an die Wallfahrtskirche Kappl bei Waldsassen erkennen lässt (Dreifaltigkeitssymbolik). Die Kirche unterscheidet sich damit grundlegend von den meisten anderen Kirchenbauten des 20. Jahrhunderts, die sich meist am Bauhaus-Stil orientierten. 

## Orgel

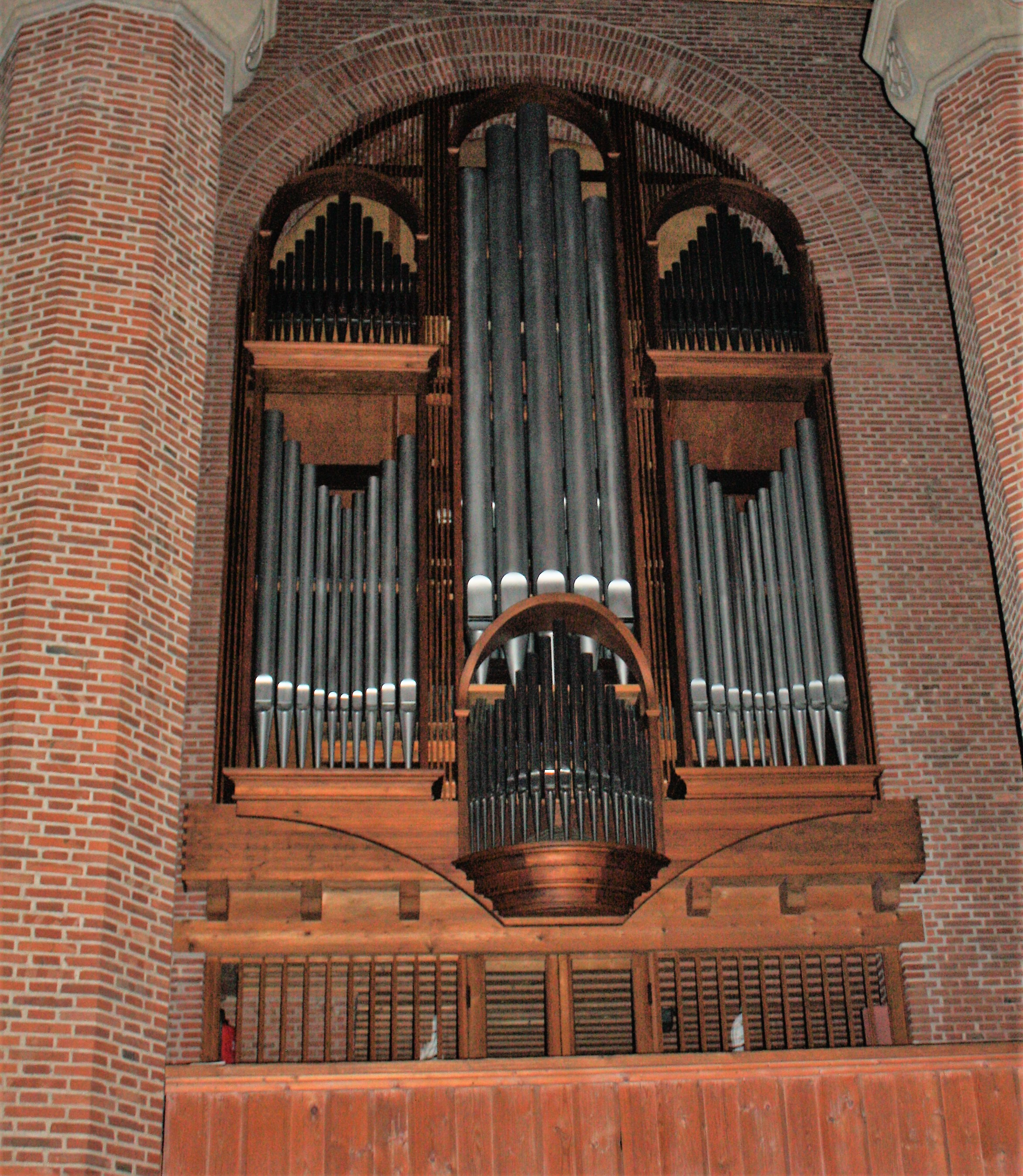
Orgel

Die Orgel der Reformations-Gedächtniskirche stammt aus der Orgelbauwerkstatt Steinmeyer in Oettingen und ist deren Opus 1774. Aus Angst vor Zerstörungen im Zweiten Weltkrieg wurde das Instrument zunächst vorsorglich eingelagert und erst im Jahr 1949 in die wiederaufgebaute Kirche eingebaut. Nach einer ersten Renovierung im Jahr 1988 durch die Firma Mayer erfolgte im Jahr 2018 eine erneute grundlegende Reinigung und Renovierung durch die Orgelbaufirma Friedrich aus Oberasbach. Die Orgel hat heute 45 Register, verteilt auf drei Manuale und Pedal.
| I Hauptwerk C–g3 |        |
| Principal        | 16′    |
| Quintade         | 16′    |
| Principal        | 08′    |
| Gemshorn 0       | 08′    |
| Gedackt          | 08′    |
| Octave           | 04′    |
| Flöte            | 04′    |
| Nazard           | 02 ⁄3′ |
| Octave           | 02′    |
| Mixtur IV        | 01 ⁄3′ |
| Trompete         | 08′    |

| II Positiv C–g3  |       |
| Gedeckt          | 8′    |
| Quintade         | 8′    |
| Principal        | 4′    |
| Flöte            | 4′    |
| Principal        | 2′    |
| Sesquialter II 0 | 2 ⁄3′ |
| Mixtur III       | 1′    |
| Cromorne         | 8′    |
| Tremulant        |       |

| III Schwellwerk C–g3 |        |
| Bourdon              | 16′    |
| Holzprincipal        | 08′    |
| Gemshorn             | 08′    |
| Rohrflöte            | 08′    |
| Principal            | 04′    |
| Flöte                | 04′    |
| Flachflöte           | 02′    |
| Quinte               | 01 ⁄3′ |
| Octave               | 01′    |
| Cornet III-V         | 02 ⁄3′ |
| Mixtur IV            | 02′    |
| Fagott               | 16′    |
| Oboe                 | 08′    |
| Klarine              | 04′    |

| Pedal C–f1   |         |
| Principal    | 16′     |
| Subbass      | 16′     |
| Quintbass    | 10 2⁄3′ |
| Principal    | 08′     |
| Flöte        | 08′     |
| Principal    | 04′     |
| Flöte        | 04′     |
| Blockflöte 0 | 02′     |
| Mixtur V     | 02 ⁄3′  |
| Posaune      | 16′     |
| Trompete     | 08′     |
| Clairon      | 04′     |

- Koppeln: II/I, III/I, III/II, I/P, II/P, III/P
- Spielhilfen: Setzeranlage mit 128 Kombinationen, Crescendo-Tritt.
- Effektregister: Zimbelstern

## Glocken

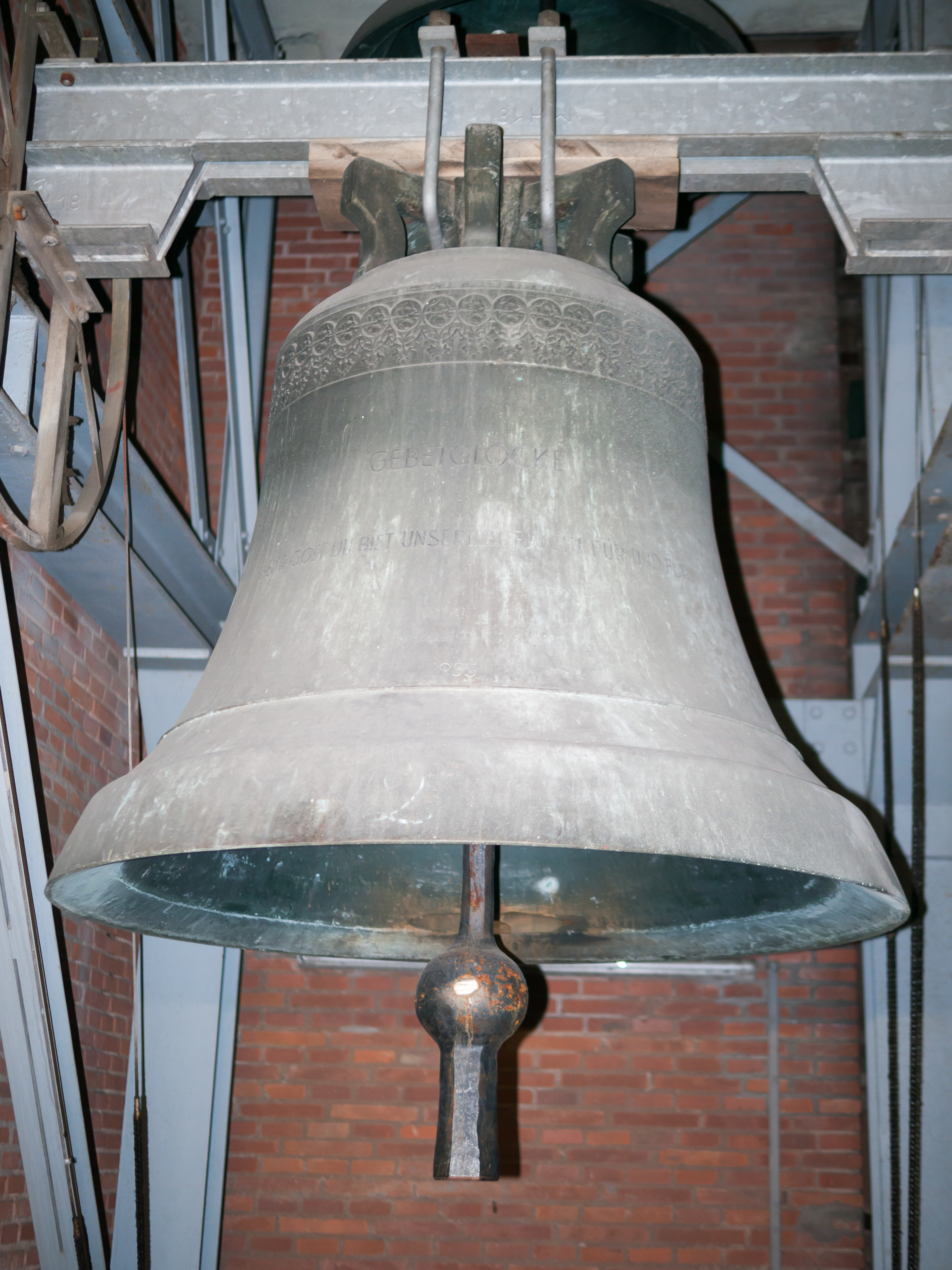
Gebetsglocke

In einem der drei Türme hängen 6 Glocken in den Tönen B° c' es' f' g' ges". Die Glocken 1–5 wurden im Jahr 1953 von Karl Czudnochowsky in Erding gegossen, die kleinste Glocke 6, die noch aus dem Vorgängergeläut stammt, wurde 1936 von Schilling in Apolda gegossen.